# Ривиера
Вижте пояснителната страница за други значения на Ривиера.
Ривиерата (от италиански: Riviera) е географска област в Западна Европа, включваща северното крайбрежие на Лигурско море от Кан на запад до Специя на изток. Границата между Франция и Италия я разделя на две части – Френска Ривиера, включваща и територията на Монако и заемаща значителна част от областта Лазурен бряг, и Италианска Ривиера, наричана понякога и Лигурска Ривиера. Ривиерата е гъсто населен район и известна курортна област.